# (4169) Celsius
(4169) Celsius est un astéroïde de la ceinture principale.

## Description
(4169) Celsius est un astéroïde de la ceinture principale. Il fut découvert par Claes-Ingvar Lagerkvist le 16 mars 1980 à La Silla. Il présente une orbite caractérisée par un demi-grand axe de 3,3912 UA, une excentricité de 0,1722 et une inclinaison de 10,0469° par rapport à l'écliptique.
Il fut nommé en hommage au savant suédois Anders Celsius.

## Compléments